# SWAT: Target Liberty
SWAT: Target Liberty — видеоигра в жанре шутера от третьего лица, разработанная 3G Studios и изданная Sierra Entertainment эксклюзивно для PSP.

## История
История происходит в Нью-Йорке, где офицер SWAT Курт Вольф был назначен для подавления насилия в азиатских бандах во главе с этническими корейцами-американцами. Но позже он и его команда обнаруживают, что силы Аль-Каиды собираются обвинить северокорейское правительство во взрыве ядерного оружия на американской земле.

## Геймплей
«SWAT: Target Liberty» имеет перспективу изометрической проекции, аналогичную игре Police Quest: SWAT 2, хотя игра опирается на более аркадный опыт, чтобы лучше подходить к портативной системе.
Игроки командуют офицером Куртом Вольфом и могут принимать лишь двух дополнительных членов отряда в каждую миссию. На каждой миссии спрятаны дополнительные арты-рисунки в виде бонусов, которые нужно искать и подбирать в определенных местах. После успешного прохождения миссий расширится поле обзора и разблокируются фильмы-ролики с настоящими тренировками людей из SWAT. Карта уровня полностью видна и доступна с момента старта задания. В любой момент игрок может войти в режим паузы и увидеть текущее месторасположение отряда на карте, если тот потерялся. По мере зачистки участков карты её отдельные области начнут гореть синим цветом вместо серого.

## Персонажи
- Курт Вольф (англ. Kurt Wolfe) — главный протагонист, лидер команды захвата. Умение: Лидерство. Известен героизмом за предотвращение взрыва бомбы на Таймс-сквер в 2006 году. Год спустя его отправляют остановить перестрелку между соперничающими бандами в Метро Манхэттена. Отряд белые. Может брать с собой в команду только по одному человеку в отряды красный и синий.
- Стивен «Грэмпс» Рейнольдс (англ. Steven Reynolds) — спец. опроса. Умение: Наблюдение. Является специалистом по обследованиям и способен быстро обнаружить скрывшихся людей.
- Энтони «Метро» Джирард (англ. Anthony Girard) — спец. переговоров. Умение: Допрос. Некоторые заложники и преступники откажутся от допроса после поимки, помощь этого офицера развяжет им язык и игрок получит ценную информацию (например, точное количество заложников и преступников на миссии).
- Закари «Голливуд» Филдс (англ. Zachary Fields) — ЛТЛ спец. Умение: Точность. Его мастерство заключается в несмертельной точности попаданий по противнику, оставляя его в живых.
- Аллен «Питон» Джексон (англ. Allen Jackson) — спец. по взлому. Умение: Запугивание. Преступники перед ним чаще сдаются в плен.

## Оценки
| Сводный рейтинг | Сводный рейтинг |
| Агрегатор       | Оценка          |
| --------------- | --------------- |
| GameRankings    | 49,11 %         |

«SWAT: Target Liberty» получил смешанные негативные отзывы. Он получил оценку 49,11% от GameRankings и 50/100 от Metacritic.